# いわき市海竜の里センター
いわき市海竜の里センター（いわきしかいりゅうのさとセンター）は、福島県いわき市大久町大久にあった、古生物の化石展示施設やミニ遊園地などを設置した地域振興施設。いわき市海竜の里センター条例に基づき設置された。
施設や遊具の老朽化や利用者の減少に伴い、2024年（令和6年）3月末で営業を終了した。施設は民間譲渡の可能性も検討されている。

## 歴史
1991年（平成3年）6月、フタバスズキリュウ（学名：フタバサウルス・スズキイ）の化石が発掘された大久川沿いに開設された。建設にあたってはふるさと創生事業の資金が活用された。オープン時に供用を開始した施設は、レストハウス（鉄骨平屋造）、東屋（木造）、ブラキオサウルス滑り台（鉄骨造）などである。
1993年度（平成5年度）にグラスファイバー製のレプリカ恐竜5体が設置された。1996年（平成8年）には他施設から観覧車などの電動遊具が移設され、来園者は年間約20万人でピークとなった。
2005年度（平成17年度）に海竜橋が設置され、2012年度（平成24年度）にはレストハウス内に屋内遊び場「いわきっずるんるん」がオープンした。
2014年度（平成26年度）にはアスレチック遊具4基が設置された。
2022年の年間来園者数は約2万2千人で、遊具も老朽化が進み、電動遊具「観覧車」や「パラトルーパー」は解体に向けて作業が進められていた。2024年（令和6年）3月末で営業を終了することになり、施設の利活用策を民間から募る「サウンディング型市場調査」が行われており、民間譲渡の可能性も検討されている。

## 所在地
- 福島県いわき市大久町大久字柴崎9番地[1]